# Eumecocera argyrosticta
Eumecocera argyrosticta là một loài bọ cánh cứng trong họ Cerambycidae.